# Gerätetechnik

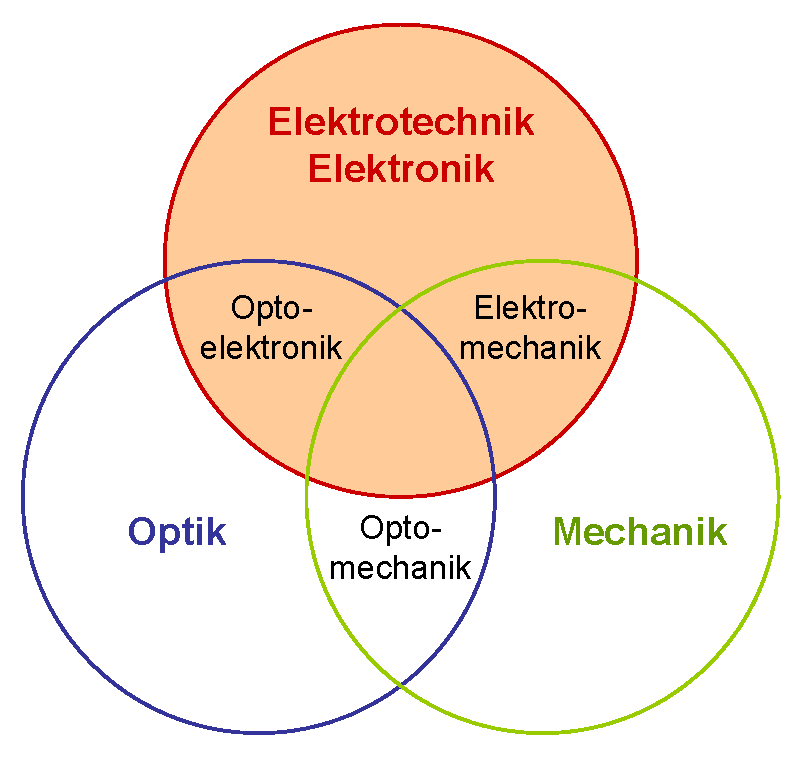
Teilgebiete der Gerätetechnik

Die Gerätetechnik ist ein ingenieurwissenschaftliches Fachgebiet, das sich mit der Entwicklung und Konstruktion sowie der technischen Realisierung von Baugruppen und Geräten befasst.
Es ist üblich, die Gerätetechnik nach zwei Aspekten zu unterteilen:
- Nach den wesentlichen Gerätekomponenten, z. B. elektronische Gerätetechnik, optische Gerätetechnik.
- Nach dem Anwendungsgebiet, z. B. biomedizinische/medizinische Gerätetechnik, Präzisionsgerätetechnik, Hausgerätetechnik.

Unabhängig von diesen Unterteilungen umfasst die Gerätetechnik ein weitgestrecktes Aufgabengebiet zur Sicherung der Funktion, Qualität und Gebrauchsdauer der Geräte. Dabei sind insbesondere die elektrischen, thermischen, mechanischen und elektromagnetischen Anforderungen sowie die nach hoher Zuverlässigkeit und Recycling- bzw. Umweltgerechtheit zu beachten.
Die Gerätetechnik ist ein interdisziplinäres Fachgebiet. Die Elektrotechnik/Elektronik ist ihr bedeutendstes Teilgebiet. Weitere Gebiete sind die Optik und Mechanik sowie die zugehörigen Mikrotechniken, die in ihrer Einheit oft als Feinwerktechnik verstanden werden. Dabei bilden die Elektrotechnik/Elektronik einschließlich ihrer Überdeckungsgebiete zur Feinwerktechnik die physikalische Basis der Gerätetechnik.